# مهرجان الساحل الشرقي
مهرجان الساحل الشرقي، هو مهرجان يقام بالمنطقة الشرقية تحديدا في الواجهة البحرية لمدينة الدمام لمدة عشرة أيام. تشاهد فيه أجمل حكايا البحر والبحارة، وتغرد بأعذب أهازيج الساحل والغوص، ينطلق المهرجان تنظيماً من مجلس التنمية السياحية، وبمتابعة من اللجنة التنفيذية بالمجلس، وبشراكة مع أمانة المنطقة الشرقية والجهات الحكومية والقطاع الخاص والمجتمع المحلي. ويعكس مهرجان الساحل الشرقي موروث المنطقة التراثي والثقافي من خلال تأصيل الهوية العمرانية التي تميزت بها المنطقة الشرقية في الماضي على المستوى المحلي والخليج، وتصوير مجتمع الساحل الشرقي التراثي بكل تفاصيله، إضافة إلى الجانب الاقتصادي في الماضي من خلال الأسواق الشعبية بعرض الحرف الشعبية والمقتنيات الأثرية، وكذلك جانب الموروث الشعبي من رقصات وعادات ولباس، وفي كل عام يتم تطوير فعاليات المهرجان المختلفة المعززة لقوى الجذب السياحي في المنطقة، وتعميق هوية المهرجان من أجل أن يظهر في صورة لائقة بالمنطقة الشرقية
يتضمن أكثر من ٥٠ فعالية بحرية وتراثية بمشاركة حرفيين ونواخذة وبحارة وفرق شعبية من دول مجلس التعاون الخليجي. وكذلك التعرف على تاریخ أھم میناء في المملكة ميناء العقير واللوحات الفنية التي ستعرض والحرف والمنسوجات اليدوية، والملابس التراثية والنمط العمراني والتراث القديم للبلدة الساحلية
حيث تضم القرية التراثية للمهرجان الدكاكين، لعرض منتجات الأسر المنتجة والحرفيين، إلى جانب مجلس للنوخذة، والمسجد القديم، وبوابتين إضافة إلى منطقة المطاعم لبيع المأكولات والمشروبات الشعبية، كما تضم القرية منطقة “الفرضة” وهي عبارة عن مرسى للسفن الخشبية القديمة والمصممة على طراز تراثي. من جهتها، قامت أمانة المنطقة بتهيئة الواجهة البحرية في الدمام التي ستحتضن المهرجان من خلال القيام بجميع أعمال النظافة والتشجير، وكذلك تجهيز جميع مرافق المهرجان، والقيام بتكثيف عدد الفرق العاملة وفرق الصيانة في المتنزه، وحرّاس الأمن التابعين للأمانة لتنظيم دخول وخروج زوّار المهرجان، وتسخير جميع الإمكانات لإنجاح المهرجان بنسخته الثامنة.